# جولی (بازیکن فوتبال)
جولی (انگلیسی: Juli؛ زادهٔ ۹ اوت ۱۹۸۱) بازیکن فوتبال اهل اسپانیا است.
از باشگاه‌هایی که در آن بازی کرده‌است می‌توان به باشگاه فوتبال دپورتیوو آلاوس، باشگاه فوتبال رایو وایکانو، باشگاه فوتبال آلکورکون، باشگاه فوتبال الچه، و باشگاه فوتبال آستراس تریپولی اشاره کرد.